# Bob Frankston

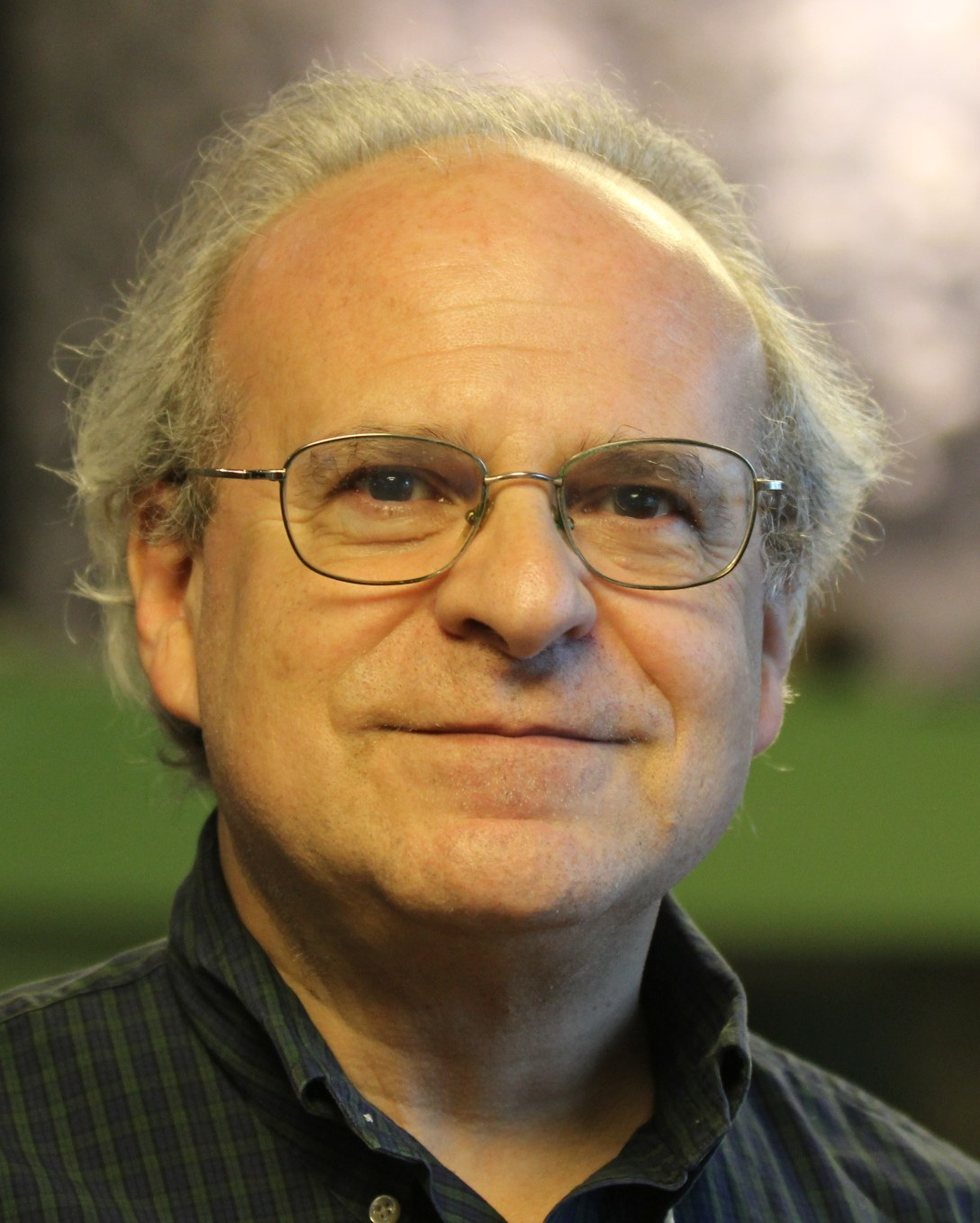
Bob Frankston 2012

Bob Frankston (* 14. Juni 1949 in Brooklyn, New York) entwickelte 1979 zusammen mit Dan Bricklin die erste Software zur Tabellenkalkulation. VisiCalc lief auf Apple II Computern und trug maßgeblich zu deren Erfolg bei.

## Leben
Frankston schloss 1966 die Schullaufzeit an der Stuyvesant High School in New York ab und studierte anschließend am M.I.T. (Bachelor in Informatik und Mathematik 1970, Master und Engineer’s Degree in Informatik und Elektrotechnik 1974). Während seiner Zeit am Project MAC war er dort auch an der Entwicklung von Multics beteiligt.
Schon parallel zum Studium arbeitete Frankston für die Computer-Forschungsabteilung von White Weld & Company, die später in Interactive Data aufging. 1979 gründete er zusammen mit Dan Bricklin den Softwarehersteller Software Arts und entwickelte ebenfalls mit Bricklin VisiCalc. Nachdem Software Arts 1985 von Lotus übernommen worden war, entwickelte er dort u. a. Lotus Express. Von 1990 bis 1992 arbeitete er für die Slate Corporation an mobilen Systemen, danach für Microsoft an Heimnetzwerken. Seit 1998 ist er für das Investmentunternehmen CommonAngels tätig.
Bob Frankston ist Fellow u. a. der ACM, des IEEE und des Computer History Museum. Er ist Preisträger u. a. des ACM Software System Award.